# Pavlivka Perșa, Talne
Pavlivka Perșa (în ucraineană Павлівка Перша) este o comună în raionul Talne, regiunea Cerkasî, Ucraina, formată numai din satul de reședință.

## Demografie
Componența lingvistică a comunei Pavlivka Perșa
     Ucraineană (97,63%)
     Alte limbi (0,89%)
Conform recensământului din 2001, majoritatea populației comunei Pavlivka Perșa era vorbitoare de ucraineană (97,63%), existând în minoritate și vorbitori de armeană (1,48%).